# 朝鮮總督府廳舍與官舍
朝鮮總督府廳舍（：／ Joseon-chongdokbu Cheongsa */?），是1926年至1996年位于現大韩民国首爾特別市鐘路區（建成時為日治朝鮮京畿道京城府）的一座建筑。朝鮮總督府官舍（／ Joseon-chongdokbu Gwansa）則是為朝鮮總督府與有關機關官吏建造的住宅。
總督府廳舍是日本帝国在朝鲜舊王宫景福宫遗址上建造的，該建築建成後是东亚最大的政府大楼。1926年至1945年，总督府廳舍是朝鮮總督府的主要行政大楼和总督在京城府的办公處。
1948年大韩民国成立后，总督府成为中央政府辦公大樓。1950年在朝鲜战争期间遭到破坏并被故意遗弃。朴正熙总统从1962年起恢复了政府大楼的使用，而到了1970年代大部分政府机构逐渐迁移至附近的政府中央厅舍。
1981年，全斗焕制定计划，让韩国国家博物馆迁入總督府廳舍，次年公布并实行。1983年召开最后一次国务会议后开始翻修，1986年博物馆正式开馆。
朝鮮總督府廳舍于1993年有争议地计划拆除，由於长期以来被认为是日本帝国主义的象征，並阻碍景福宫的重建，朝鮮總督府廳舍于1995年至1996年被拆除。